# Prince of Peoria
Prince of Peoria es una serie de televisión de comedia estadounidense, creada por Nick Stanton y Devin Bunje, que se estrenó el 16 de noviembre de 2018 en Netflix.

## Sinopsis
Prince of Peoria sigue a "Emil, un príncipe de 13 años de un rico reino insular" que "viaja a los Estados Unidos para vivir de incógnito como estudiante de intercambio" y "entabla una amistad poco probable con Teddy, un quisquilloso exagerado que es Todo lo contrario de Emil".

## Reparto

### Elenco principal
- Gavin Lewis como el príncipe Maxemil "Emil" Vanderklaut III, un príncipe de Buronia que pretende ser un estudiante de intercambio.
- Theodore Barnes como Teddy Jackson, un niño inteligente que se preocupa más por su educación que por hacer amigos.
- Shelby Simmons como Sydney Quinn, el enamoramiento de Teddy que descubre la verdadera identidad de Emil y lo ayuda a mantenerlo en secreto.
- Cynthia Kaye McWilliams como Regina Jackson, dueña de la bolera Spare Time Bowl y madre viuda de Teddy.

### Elenco recurrente
- Haley Tju como Braughner, amiga de Sydney
- Gabriel Hogan como Joosep, guardaespaldas de Emil
- Conor Husting como Tanner, exnovio de Sydney
- Kyle More como Wade, empleado de Spare Time Bowl
- Johnathan McClain como rey de Buronia
- Nate Torrence como subdirector de astilladora
- Brooke Star como Autumn McCrary
- Chelsea Summer como Summer McCrary
- Zach Zagoria como Stank Man
- Jared Wernick como Daryl

### Elenco invitado
- David Shatraw como Fabian La Fab («A Night at the Hip Hopera»)
- Ricardo Hurtado como Rafael («The Bro-Posal»)
- Tia Mowry como Meghan («Game Night»), una de las mamás de Sydney que fue al MIT
- Sophie Reynolds como Ryan Gibson («Robot Wars»), archienemigo de Teddy

## Producción

### Desarrollo
El 31 de enero de 2018, se anunció que Netflix había ordenado la producción de la serie para una primera temporada que constaba de dieciséis episodios. La serie fue creada por Nick Stanton y Devin Bunje, quienes también actuarán como escritores, showrunners y productores ejecutivos. Los productores ejecutivos adicionales incluirán a Sharla Sumpter Bridgett.

### Casting
El 2 de abril de 2018, se anunció que Gavin Lewis, Theodore Barnes, Shelby Simmons y Cynthia Kaye McWilliams se habían unido al elenco principal.